# Azul (gra)

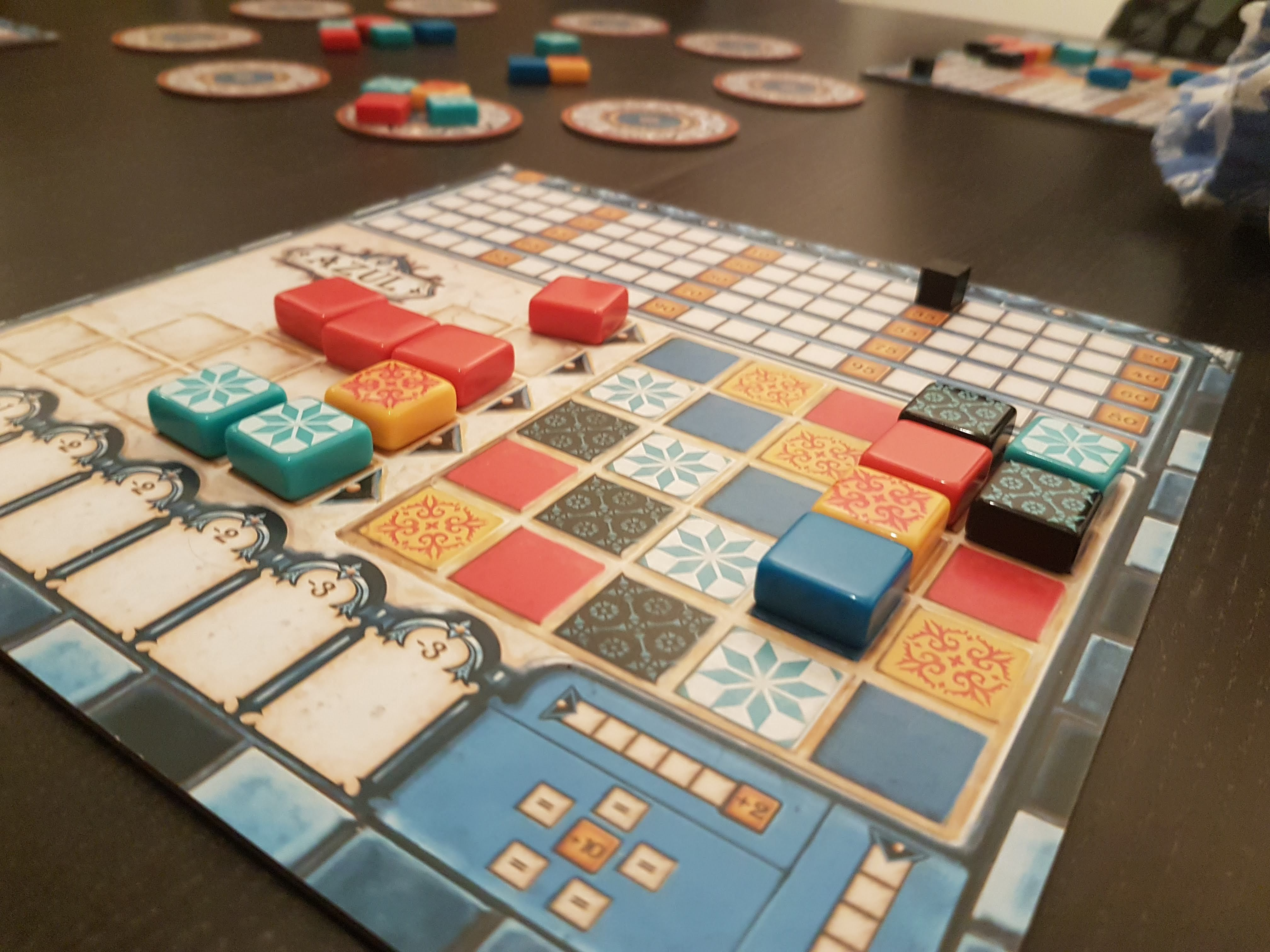
Plansza do gry Azul

Azul – strategiczna gra planszowa zaprojektowana przez Michaela Kieslinga i wydana przez firmę Next Move Games w 2017 roku, a w Polsce przez wydawnictwo Lacerta. Gra zyskała dużą popularność na całym świecie, zdobywając liczne nagrody i wyróżnienia.
Gra otrzymała tytuł Spiel des Jahres za 2018 rok.

## Historia i projektowanie
Gra Azul została zainspirowana azulejos – tradycyjnymi portugalskimi płytkami ceramicznymi, które zdobią ściany i podłogi budynków. Michael Kiesling, uznany projektant gier planszowych, stworzył Azul jako grę o prostych zasadach, ale z głęboką strategią, zachęcającą do planowania i podejmowania decyzji.

## Zasady gry
W grze Azul gracze wcielają się w artystów dekoratorów, których zadaniem jest ozdabianie ścian Pałacu Królewskiego w Evorze. Rozgrywka składa się z kilku rund, podczas których uczestnicy wybierają płytki z puli, aby ułożyć je na swoich planszach. Punkty zdobywa się za ułożenie płytek w określonych wzorach, przy czym trzeba unikać marnowania surowców.
Gra jest przeznaczona dla 2–4 graczy, a jedna partia trwa zazwyczaj około 30–45 minut.

## Nagrody i wyróżnienia
Azul zdobył wiele prestiżowych nagród w branży gier planszowych, w tym:
- Spiel des Jahres 2018
- As d’Or (Francja) 2018
- Golden Geek Award za najlepszy design 2017

## Wpływ i popularność
Gra szybko zyskała uznanie na całym świecie dzięki swojemu estetycznemu wyglądowi i intuicyjnym zasadom. Azul doczekał się kilku kontynuacji i wariantów, takich jak:
- Azul: Witraże Sintry[3]
- Azul: Letni Pawilon[4]
- Azul: Mistrzowie Ogrodu[5]